# Alto Alegre, São Paulo
21°35′10″N 50°10′0″T / 21,58611°N 50,16667°T

Vị trí của Alto Alegre ở bang São Paulo

Alto Alegre là một đô thị ở bang São Paulo, Brasil. Alto Alegre có dân số (năm 2007) là 4157 người, diện tích là 318,216 km², mật độ dân số 12,2 người/km². Alto Alegre nằm ở khu vực khí hậu cận nhiệt đới. Theo điều tra năm 2000, đô thị này có chỉ số phát triển con người 0,774, tuổi thọ bình quân 73,08 năm, tỷ lệ biết đọc biết viết là 86,69% dân số. Các sông chảy qua đây có rio Feio và rio Aguapeí. 
Alto Alegre giáp các đô thị: Penápolis, Luiziânia, Promissão, Braúna